# Ogift fader sökes
Ogift fader sökes är en svensk dramafilm från 1953 i regi av Hans Dahlin och Bengt Logardt. Filmen är baserad på Birgitta de Vylder-Bellanders roman med samma namn från 1951. I huvudrollerna ses Eva Stiberg, Bengt Logardt och Lissi Alandh.

## Om filmen
Filmen premiärvisades 16 januari 1953 på Olympia i Stockholm. Inspelningen skedde med ateljéfilmning i Sandrewateljéerna och med exteriörer filmade i bland annat Vaxholm, Grisslinge och på olika ställen runt omkring Stockholm av filmfotograf Rune Ericson.

## Rollista i urval
- Eva Stiberg - Irene Lindblad, kontorist, ogift mor
- Bengt Logardt - Stig Hellgren, underläkare, far till Irenes barn
- Öllegård Wellton - Inga Lind, expedit i herrekiperingsaffär, ogift mor
- Lennart Lindberg - Gösta Hedengran, aspirant vid flygvapnet
- Lissi Alandh - Sippy, ogift mor
- Erik Strandmark - Ned, skolbusschaufför
- Anne-Margrethe Björlin - Ann-Margreth Söderberg, Stigs fästmö
- Per Sjöstrand - Erik Eliasson, elektriker, Ingas pojkvän
- Gunlög Hagberg - Rut Jonsson, fosterdotter i bondfamilj, ogift mor
- Ulla Smidje - Ann-Marie Andersson, ogift mor
- Ulla Holmberg - Eva Waller
- Gerd Ericsson - Mary Ellinder, ogift mor
- Märta Dorff - fru Berglund, föreståndarinna för Björkviks Mödrahem
- Hans Dahlin - Arne Bergström, Stigs seglarkamrat
- Gull Natorp - Elna Flack, Inga Linds äldre arbetskamrat
- Rune Halvarsson - lantbrevbäraren